# Pieter Winckel
Pieter Winckel was een schoolmeester en onderpastoor van de Sint-Janskerk te Gouda. Hij was de oom en voogd van Desiderius Erasmus.

## Biografie
Winckel was schoolmeester in Gouda aan de Grote School. Hij was hier tevens de eerste onderwijzer van de jonge Erasmus. Nadat de ouders van Erasmus in 1484 waren overleden werd Winckel een van diens voogden. Hoewel Erasmus aan de universiteit wilde studeren, stuurde Winckel hem naar het klooster.
De oudste brief van Erasmus die bewaard is gebleven, uit eind 1484, is gericht aan Winckel. Tevens schreef hij een brief aan de gefingeerde apostolisch secretaris Lambertus Grunnius, waarin hij zich beklaagde over zijn gedwongen intrede in het klooster en het slechte beheer van de erfenis door zijn voogden.
In 1504 kocht Winckel het pand Blauwstraat 16-19 te Gouda.

## Diversen

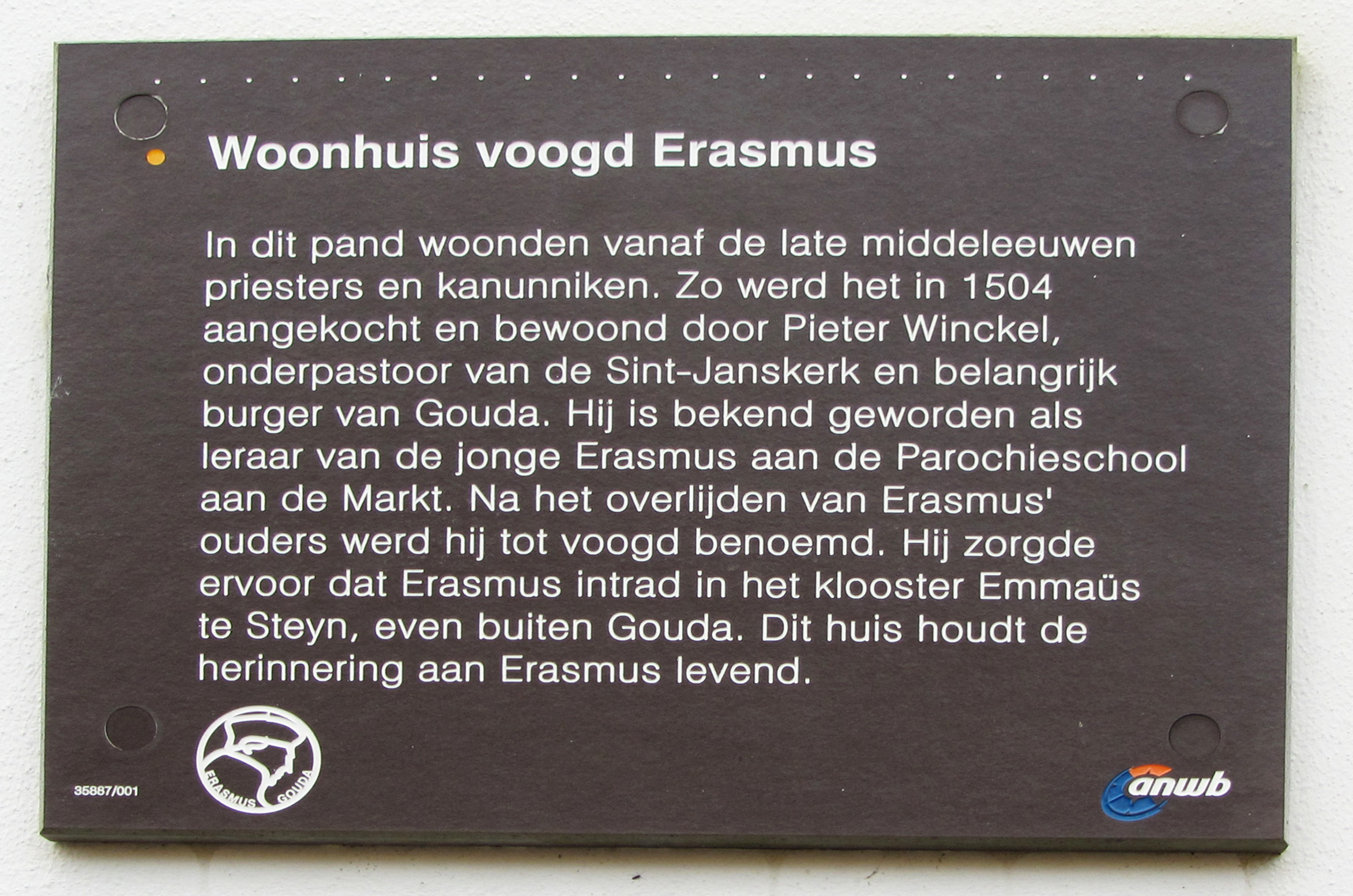
ANWB-informatiebord

- Op 21 september 2013 werd ter ere van Pieter Winckel een ANWB-bord op het pand Blauwstraat 19 onthuld.[5]

- Digitale Bibliotheek voor de Nederlandse Letteren: winc014